# Joana Grey
Joana Grey (em inglês: Jane Grey; c. 1537 – Torre de Londres, 12 de fevereiro de 1554) foi uma nobre inglesa declarada Rainha da Inglaterra e Irlanda de 10 de julho a 19 de julho de 1553 após a morte de Eduardo VI. Devido ao curto reinado, ficou conhecida como "Rainha dos Nove Dias".
Joana era bisneta de Henrique VII através da filha mais jovem dele, Maria Tudor, e também prima em segundo grau de Eduardo VI. Ela casou-se em maio de 1553 com lorde Guilford Dudley, filho mais novo de João Dudley, 1.º Duque de Northumberland, regente de Eduardo. Próximo da morte, o jovem rei nomeou Joana como sua sucessora em seu testamento, ignorando as reivindicações de suas meio-irmãs Maria e Isabel sob o Terceiro Ato de Sucessão. Joana acabou sendo aprisionada na Torre de Londres em 19 de julho depois do Conselho Privado passar para o lado de Maria. Ela foi condenada por alta traição em novembro e sentenciada a morte, porém sua vida foi inicialmente poupada. Uma rebelião entre janeiro e fevereiro de 1554 contra os planos de Maria de se casar com Filipe II de Espanha levou às execuções de Joana e seu marido.
Joana teve uma excelente educação humanista e a reputação de ser uma das mulheres mais cultas de sua época. Uma forte protestante, ela foi postumamente considerada não apenas uma vítima, mas também uma mártir.

## Primeiros anos

Brasão da família Grey

Joana nasceu em 1537 perto de Leicester, no seio de uma família aristocrata. Ela era filha mais velha de Henrique Grey, Duque de Suffolk, e Francisca Brandon. Francisca era filha de Maria Tudor, irmã do rei Henrique VIII. Portanto, Joana era sobrinha-neta de Henrique VIII e prima de Eduardo VI. Ela tinha duas irmãs mais novas, Catarina e Maria. Elas receberam uma ótima educação desfrutando da influência dos Tudors.
Joana estudou latim, grego e hebraico. Através de seus professores-tutores ela se tornou devota protestante. O seu preceptor foi John Aymler da Universidade de Cambridge, que também foi responsável por parte da educação da futura rainha Isabel I de Inglaterra. Em 1546, Joana foi passar uma temporada com Catarina Parr, uma mulher considerada extremamente culta que foi a última esposa de Henrique VIII. Após a morte de Henrique, Catarina casou-se com sir Tomás Seymour, 1.º Barão Seymour de Sudeley, mas ela acabou falecendo em breve. Seymour tentou arranjar o casamento de Joana com seu sobrinho, o rei Eduardo VI, porém os planos não deram certo. Os irmãos Seymour foram acusados e executados por traição devido a ambição de João Dudley, 1.º Duque de Northumberland. Dudley negociou com a mãe de Joana seu casamento com o filho dele. Joana ficou alarmada com a hipótese de casar-se com alguém da família Dudley mas naquela época não havia muita chance de escolha. Em 15 de maio de 1553, Joana casou-se com Guilford Dudley, mas o casamento não foi consumado.

## Chegada ao trono

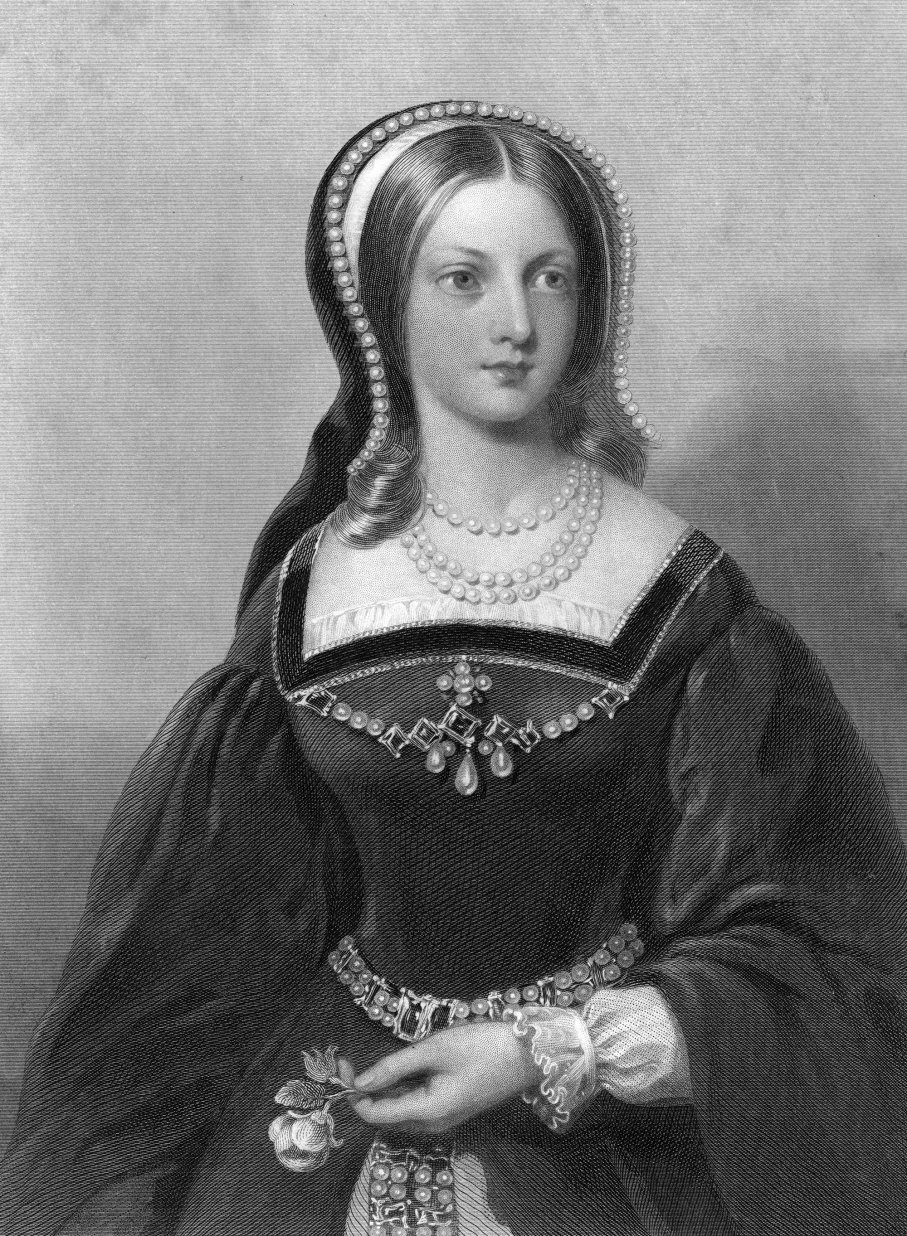
Joana por Mary Howitt, no seu livro Biographical Sketches of the Queens of England, From the Norman Conquest to the Reign of Victoria; or The Royal Book of Beauty.

Em 1553, o rei Eduardo VI, de apenas 15 anos, estava para morrer e não tinha descendentes, sendo a opção mais direta a sua meio-irmã mais velha, Maria. Maria fora educada como católica pela mãe Catarina de Aragão e era claramente contra a reforma introduzida na Igreja Anglicana. Politicamente, este seria um passo atrás e os conselheiros de Eduardo VI influenciaram-no para nomear outro herdeiro. No entanto, é importante lembrar que o desejo do pai de Eduardo era que Maria herdasse o trono do irmão, caso este não deixasse filhos, como ocorreu.
A escolhida do rei, influenciado por João Dudley e seus conselheiros, foi Joana Grey, que tinha a vantagem de ser jovem e de ter tido uma educação protestante. Outro ponto favorável a Joana era o fato de Dudley ser seu sogro. Nesse caso, Joana teria como consorte o filho do duque, Guilford Dudley.

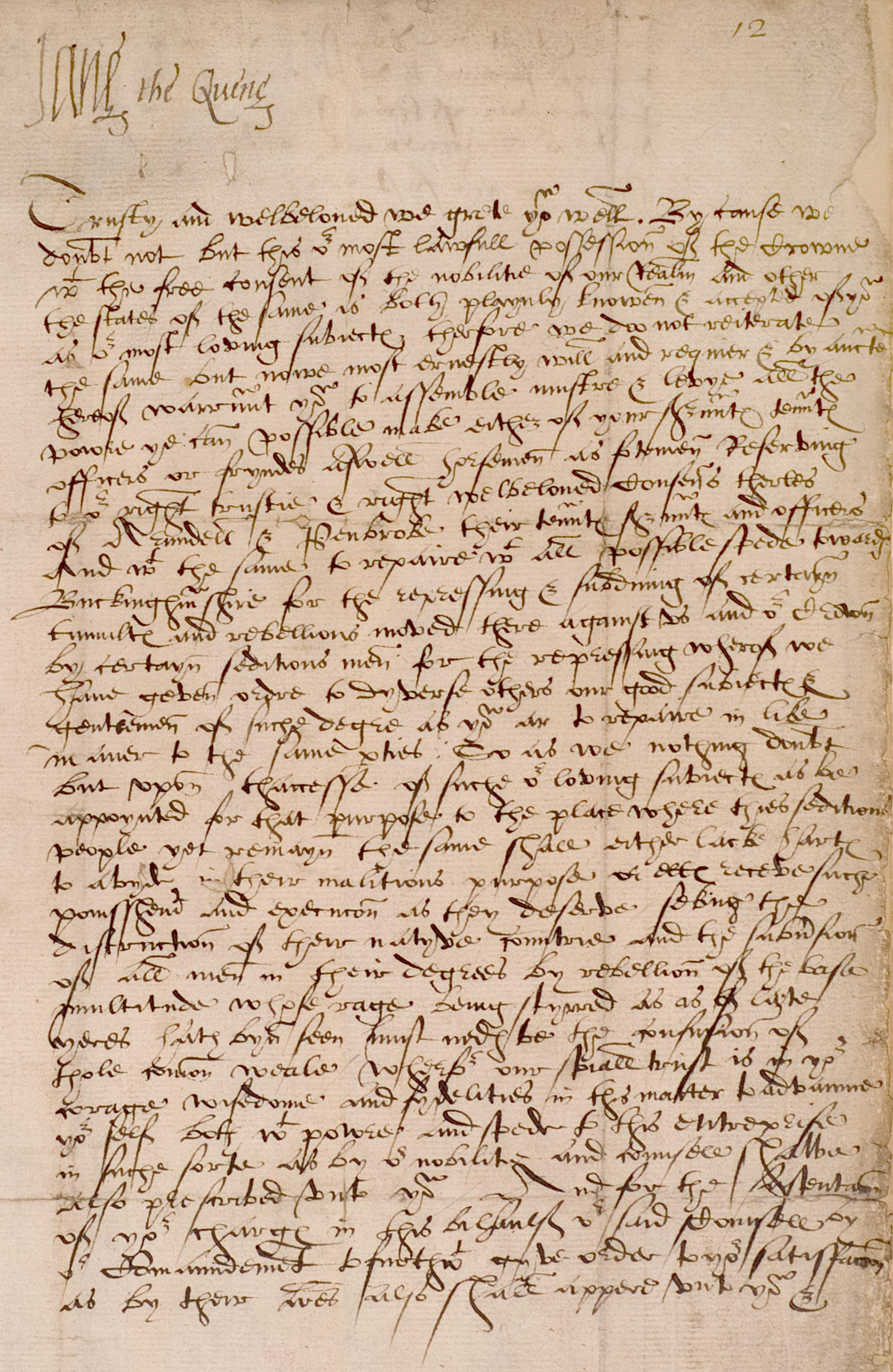
Carta escrita por Joana como rainha

Após a morte de Eduardo VI em 6 de julho de 1553, Joana foi proclamada rainha da Inglaterra e da Irlanda em 10 de julho do mesmo ano. Dudley tentou prender Maria, mas ela refugiou-se no Castelo de Framlingham em Suffolk.
Maria não estava disposta a abdicar da sua pretensão e contava com o apoio da população por ser filha de Catarina de Aragão, que era ainda imensamente popular. Contava ainda com a simpatia e comoção do povo que acompanhou sua juventude e viu quando foi deserdada e separada da mãe pelo rei Henrique VIII.
Nove dias depois de Joana ser declarada a nova rainha da Inglaterra, em 19 de julho, Maria chegou a Londres triunfante. O Parlamento inglês, então, declarou Maria como Rainha da Inglaterra e revogou a coroação de Joana. Dudley foi executado em 21 de agosto e Joana e seu marido foram feitos prisioneiros com a acusação de traição na Torre de Londres.

## Execução

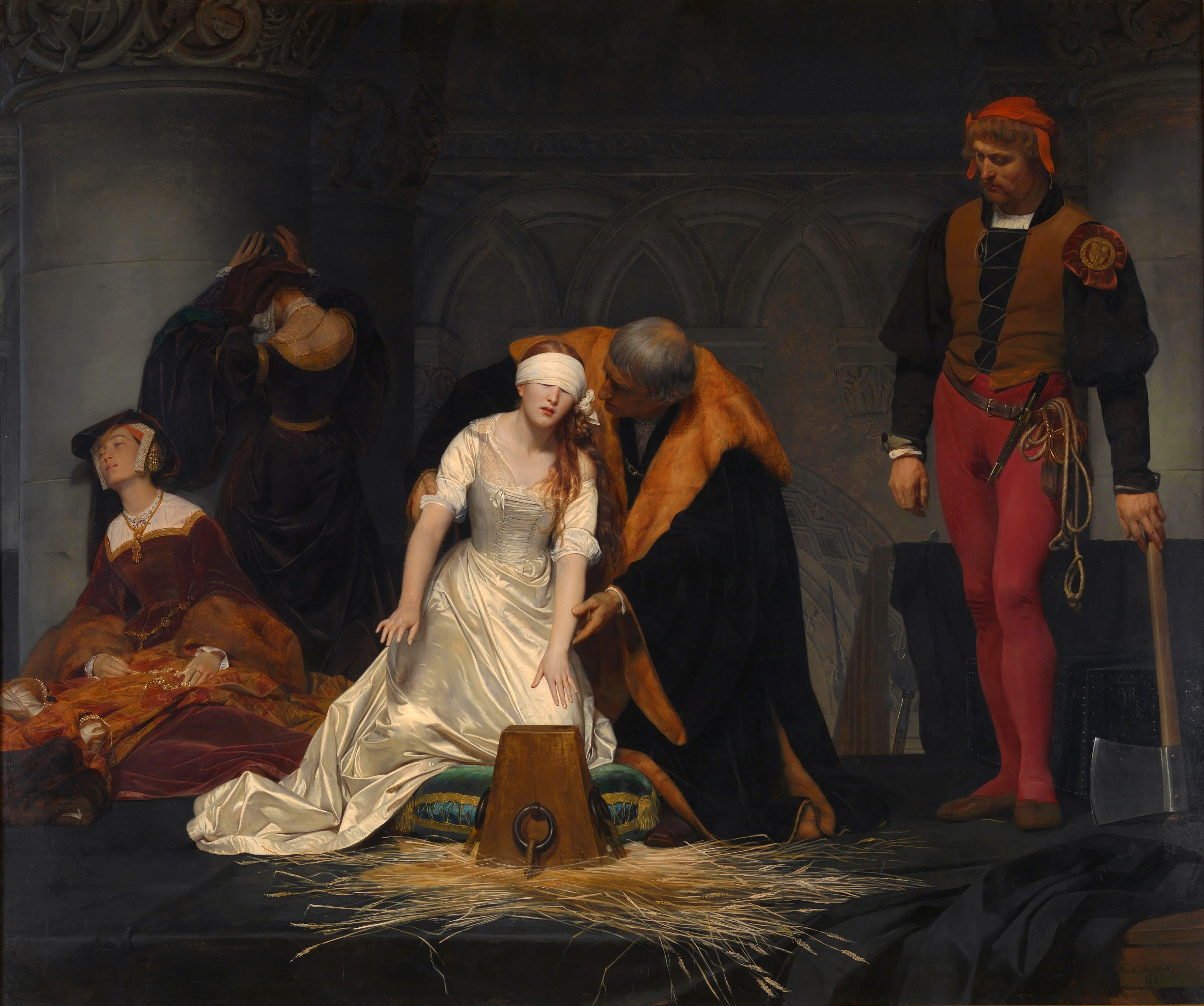
A execução de Joana Grey
por Paul Delaroche, na National Gallery

Joana junto com Guildford Dudley foram julgados por alta traição. Seu julgamento começou em 13 de novembro de 1553. Uma comissão foi instaurada com a lideração do Lorde Prefeito de Londres, sir Tomás White. Nesta altura, Maria parecia inclinada a perdoar a prima e chegou a enviar-lhe o seu confessor, numa tentativa de a converter à fé católica.
No entanto, em janeiro de 1554, começou uma revolta popular contra Maria organizada por Thomas Wyatt por causa do iminente casamento de Maria com o católico Filipe da Espanha. Joana Grey não estava relacionada com esta rebelião, nem era a sua beneficiária, mas foi presa novamente. Alguns nobres, incluindo o pai de Joana, juntaram-se à rebelião pedindo a restauração desta como rainha. Filipe insistiu na execução de Joana por considerá-la uma ameaça potencial.
No dia 12 de fevereiro de 1554, Guilford foi executado em praça pública. Joana Grey recebeu uma execução privada no mesmo dia na Torre de Londres. A execução privada foi ordem de Maria, como um gesto de respeito à prima.
Joana foi executada aos 16 anos e enterrada junto a Guilford na Capela Real de São Pedro ad Vincula. No dia 19 de fevereiro o pai de Joana, Henrique Grey, foi executado por traição.

## Árvore genealógica
| Os itálicos indicam pessoas que faleceram antes de Eduardo VI; Algarismos arábicos (1–5) indicam a linha de sucessão de Eduardo VI em sua morte de acordo com o testamento de Henrique VIII; e algarismos romanos (I–III) índico. \| \| \| \| \| \| \| \| \| \| \| \| \| \| \| \| \| Henrique VII de Inglaterra \| Henrique VII de Inglaterra \| Henrique VII de Inglaterra \| Henrique VII de Inglaterra \| Henrique VII de Inglaterra \| Henrique VII de Inglaterra \| \| \| Isabel de Iorque \| Isabel de Iorque \| Isabel de Iorque \| Isabel de Iorque \| Isabel de Iorque \| Isabel de Iorque \| \| \| \| \| \| \| \| \| \| \| \| \| \| \| \| \| \| \| \| \| \| \| \| \| \| \| \| \| \| \| \| \| \| \| \| \| \| \| \| \| \| Henrique VII de Inglaterra \| Henrique VII de Inglaterra \| Henrique VII de Inglaterra \| Henrique VII de Inglaterra \| Henrique VII de Inglaterra \| Henrique VII de Inglaterra \| \| \| Isabel de Iorque \| Isabel de Iorque \| Isabel de Iorque \| Isabel de Iorque \| Isabel de Iorque \| Isabel de Iorque \| \| \| \| \| \| \| \| \| \| \| \| \| \| \| \| \| \| \| \| \| \| \| \| \| \| \| \| \| \| \| \| \| \| \| \| \| \| \| \| \| \| \| \| \| \| \| \| \| \| \| \| \| \| \| \| \| \| \| \| \| \| \| \| \| \| \| \| \| \| \| \| \| \| \| \| \| \| \| \| \| \| \| \| \| \| \| \| \| \| \| \| \| \| \| \| \| \| \| \| \| \| \| \| \| \| \| \| \| \| \| \| \| \| \| \| \| \| \| \| \| \| \| \| \| \| \| \| \| \| \| \| \| \| \| \| \| \| \| \| \| \| \| \| Henrique VIII de Inglaterra \| Henrique VIII de Inglaterra \| Henrique VIII de Inglaterra \| Henrique VIII de Inglaterra \| Henrique VIII de Inglaterra \| Henrique VIII de Inglaterra \| \| \| \| \| \| \| \| \| \| \| Margarida Tudor \| Margarida Tudor \| Margarida Tudor \| Margarida Tudor \| Margarida Tudor \| Margarida Tudor \| \| \| Maria Tudor \| Maria Tudor \| Maria Tudor \| Maria Tudor \| Maria Tudor \| Maria Tudor \| \| \| Carlos Brandon \| Carlos Brandon \| Carlos Brandon \| Carlos Brandon \| Carlos Brandon \| Carlos Brandon \| \| \| \| \| \| \| \| \| \| \| \| \| \| \| \| \| \| Henrique VIII de Inglaterra \| Henrique VIII de Inglaterra \| Henrique VIII de Inglaterra \| Henrique VIII de Inglaterra \| Henrique VIII de Inglaterra \| Henrique VIII de Inglaterra \| \| \| \| \| \| \| \| \| \| \| Margarida Tudor \| Margarida Tudor \| Margarida Tudor \| Margarida Tudor \| Margarida Tudor \| Margarida Tudor \| \| \| Maria Tudor \| Maria Tudor \| Maria Tudor \| Maria Tudor \| Maria Tudor \| Maria Tudor \| \| \| Carlos Brandon \| Carlos Brandon \| Carlos Brandon \| Carlos Brandon \| Carlos Brandon \| Carlos Brandon \| \| \| \| \| \| \| \| \| \| \| \| \| \| \| \| \| \| \| \| \| \| \| \| \| \| \| \| \| \| \| \| \| \| \| \| \| \| \| \| \| \| \| \| \| \| \| \| \| \| \| \| \| \| \| \| \| \| \| \| \| \| \| \| \| \| \| \| \| \| \| \| \| \| \| \| \| \| \| \| \| \| \| \| \| \| \| \| \| \| \| \| \| \| \| \| \| \| \| \| \| \| \| \| \| \| \| \| \| \| \| \| \| \| \| \| \| \| \| \| Eduardo VI de Inglaterra \| Eduardo VI de Inglaterra \| Eduardo VI de Inglaterra \| Eduardo VI de Inglaterra \| Eduardo VI de Inglaterra \| Eduardo VI de Inglaterra \| \| \| Maria I de Inglaterra (1) \| Maria I de Inglaterra (1) \| Maria I de Inglaterra (1) \| Maria I de Inglaterra (1) \| Maria I de Inglaterra (1) \| Maria I de Inglaterra (1) \| \| \| Isabel I de Inglaterra (2) \| Isabel I de Inglaterra (2) \| Isabel I de Inglaterra (2) \| Isabel I de Inglaterra (2) \| Isabel I de Inglaterra (2) \| Isabel I de Inglaterra (2) \| \| \| Jaime V da Escócia \| Jaime V da Escócia \| Jaime V da Escócia \| Jaime V da Escócia \| Jaime V da Escócia \| Jaime V da Escócia \| \| \| \| \| \| \| Francisca Brandon \| Francisca Brandon \| Francisca Brandon \| Francisca Brandon \| Francisca Brandon \| Francisca Brandon \| \| \| Henrique Grey \| Henrique Grey \| Henrique Grey \| Henrique Grey \| Henrique Grey \| Henrique Grey \| \| \| \| \| \| Eduardo VI de Inglaterra \| Eduardo VI de Inglaterra \| Eduardo VI de Inglaterra \| Eduardo VI de Inglaterra \| Eduardo VI de Inglaterra \| Eduardo VI de Inglaterra \| \| \| Maria I de Inglaterra (1) \| Maria I de Inglaterra (1) \| Maria I de Inglaterra (1) \| Maria I de Inglaterra (1) \| Maria I de Inglaterra (1) \| Maria I de Inglaterra (1) \| \| \| Isabel I de Inglaterra (2) \| Isabel I de Inglaterra (2) \| Isabel I de Inglaterra (2) \| Isabel I de Inglaterra (2) \| Isabel I de Inglaterra (2) \| Isabel I de Inglaterra (2) \| \| \| Jaime V da Escócia \| Jaime V da Escócia \| Jaime V da Escócia \| Jaime V da Escócia \| Jaime V da Escócia \| Jaime V da Escócia \| \| \| \| \| \| \| Francisca Brandon \| Francisca Brandon \| Francisca Brandon \| Francisca Brandon \| Francisca Brandon \| Francisca Brandon \| \| \| Henrique Grey \| Henrique Grey \| Henrique Grey \| Henrique Grey \| Henrique Grey \| Henrique Grey \| \| \| \| \| \| \| \| \| \| \| \| \| \| \| \| \| \| \| \| \| \| \| \| \| \| \| \| \| \| \| \| \| \| \| \| \| \| \| \| \| \| \| \| \| \| \| \| \| \| \| \| \| \| \| \| \| \| \| \| \| \| \| \| \| \| \| \| \| \| \| \| \| \| \| \| \| \| \| \| \| \| \| \| \| \| \| \| \| \| \| \| \| \| \| \| \| \| \| \| \| \| \| \| \| \| \| \| \| \| \| \| \| \| \| \| \| \| \| \| \| \| \| \| \| \| \| \| \| \| \| \| \| \| \| \| \| \| \| \| Maria I da Escócia \| Maria I da Escócia \| Maria I da Escócia \| Maria I da Escócia \| Maria I da Escócia \| Maria I da Escócia \| \| \| Lady Joana Grey (3, I) \| Lady Joana Grey (3, I) \| Lady Joana Grey (3, I) \| Lady Joana Grey (3, I) \| Lady Joana Grey (3, I) \| Lady Joana Grey (3, I) \| \| \| Lady Catarina Grey (4, II) \| Lady Catarina Grey (4, II) \| Lady Catarina Grey (4, II) \| Lady Catarina Grey (4, II) \| Lady Catarina Grey (4, II) \| Lady Catarina Grey (4, II) \| \| \| Lady Maria Grey (5, III) \| Lady Maria Grey (5, III) \| Lady Maria Grey (5, III) \| Lady Maria Grey (5, III) \| Lady Maria Grey (5, III) \| Lady Maria Grey (5, III) \| |                          |                          |                          |                          |                          |  |  |                             |                             |                             |                             |                             |                             |  |  |                            |                            |                            |                            |                            |                            |  |  |                    |                    |                    |                    |                    |                    |  |  |                        |                        |                        |                        |                        |                        |                   |                   |                            |                            |                            |                            |                            |                            |               |               |                          |                          |                          |                          |                          |                          |
| |                          |                          |                          |                          |                          |  |  |                             |                             |                             |                             |                             |                             |  |  | Henrique VII de Inglaterra | Henrique VII de Inglaterra | Henrique VII de Inglaterra | Henrique VII de Inglaterra | Henrique VII de Inglaterra | Henrique VII de Inglaterra |  |  | Isabel de Iorque   | Isabel de Iorque   | Isabel de Iorque   | Isabel de Iorque   | Isabel de Iorque   | Isabel de Iorque   |  |  |                        |                        |                        |                        |                        |                        |                   |                   |                            |                            |                            |                            |                            |                            |               |               |                          |                          |                          |                          |                          |                          |
| |                          |                          |                          |                          |                          |  |  |                             |                             |                             |                             |                             |                             |  |  | Henrique VII de Inglaterra | Henrique VII de Inglaterra | Henrique VII de Inglaterra | Henrique VII de Inglaterra | Henrique VII de Inglaterra | Henrique VII de Inglaterra |  |  | Isabel de Iorque   | Isabel de Iorque   | Isabel de Iorque   | Isabel de Iorque   | Isabel de Iorque   | Isabel de Iorque   |  |  |                        |                        |                        |                        |                        |                        |                   |                   |                            |                            |                            |                            |                            |                            |               |               |                          |                          |                          |                          |                          |                          |
| |                          |                          |                          |                          |                          |  |  |                             |                             |                             |                             |                             |                             |  |  |                            |                            |                            |                            |                            |                            |  |  |                    |                    |                    |                    |                    |                    |  |  |                        |                        |                        |                        |                        |                        |                   |                   |                            |                            |                            |                            |                            |                            |               |               |                          |                          |                          |                          |                          |                          |
| |                          |                          |                          |                          |                          |  |  |                             |                             |                             |                             |                             |                             |  |  |                            |                            |                            |                            |                            |                            |  |  |                    |                    |                    |                    |                    |                    |  |  |                        |                        |                        |                        |                        |                        |                   |                   |                            |                            |                            |                            |                            |                            |               |               |                          |                          |                          |                          |                          |                          |
| |                          |                          |                          |                          |                          |  |  | Henrique VIII de Inglaterra | Henrique VIII de Inglaterra | Henrique VIII de Inglaterra | Henrique VIII de Inglaterra | Henrique VIII de Inglaterra | Henrique VIII de Inglaterra |  |  |                            |                            |                            |                            |                            |                            |  |  | Margarida Tudor    | Margarida Tudor    | Margarida Tudor    | Margarida Tudor    | Margarida Tudor    | Margarida Tudor    |  |  | Maria Tudor            | Maria Tudor            | Maria Tudor            | Maria Tudor            | Maria Tudor            | Maria Tudor            |                   |                   | Carlos Brandon             | Carlos Brandon             | Carlos Brandon             | Carlos Brandon             | Carlos Brandon             | Carlos Brandon             |               |               |                          |                          |                          |                          |                          |                          |
| |                          |                          |                          |                          |                          |  |  | Henrique VIII de Inglaterra | Henrique VIII de Inglaterra | Henrique VIII de Inglaterra | Henrique VIII de Inglaterra | Henrique VIII de Inglaterra | Henrique VIII de Inglaterra |  |  |                            |                            |                            |                            |                            |                            |  |  | Margarida Tudor    | Margarida Tudor    | Margarida Tudor    | Margarida Tudor    | Margarida Tudor    | Margarida Tudor    |  |  | Maria Tudor            | Maria Tudor            | Maria Tudor            | Maria Tudor            | Maria Tudor            | Maria Tudor            |                   |                   | Carlos Brandon             | Carlos Brandon             | Carlos Brandon             | Carlos Brandon             | Carlos Brandon             | Carlos Brandon             |               |               |                          |                          |                          |                          |                          |                          |
| |                          |                          |                          |                          |                          |  |  |                             |                             |                             |                             |                             |                             |  |  |                            |                            |                            |                            |                            |                            |  |  |                    |                    |                    |                    |                    |                    |  |  |                        |                        |                        |                        |                        |                        |                   |                   |                            |                            |                            |                            |                            |                            |               |               |                          |                          |                          |                          |                          |                          |
| |                          |                          |                          |                          |                          |  |  |                             |                             |                             |                             |                             |                             |  |  |                            |                            |                            |                            |                            |                            |  |  |                    |                    |                    |                    |                    |                    |  |  |                        |                        |                        |                        |                        |                        |                   |                   |                            |                            |                            |                            |                            |                            |               |               |                          |                          |                          |                          |                          |                          |
| Eduardo VI de Inglaterra | Eduardo VI de Inglaterra | Eduardo VI de Inglaterra | Eduardo VI de Inglaterra | Eduardo VI de Inglaterra | Eduardo VI de Inglaterra |  |  | Maria I de Inglaterra (1)   | Maria I de Inglaterra (1)   | Maria I de Inglaterra (1)   | Maria I de Inglaterra (1)   | Maria I de Inglaterra (1)   | Maria I de Inglaterra (1)   |  |  | Isabel I de Inglaterra (2) | Isabel I de Inglaterra (2) | Isabel I de Inglaterra (2) | Isabel I de Inglaterra (2) | Isabel I de Inglaterra (2) | Isabel I de Inglaterra (2) |  |  | Jaime V da Escócia | Jaime V da Escócia | Jaime V da Escócia | Jaime V da Escócia | Jaime V da Escócia | Jaime V da Escócia |  |  |                        |                        |                        |                        | Francisca Brandon      | Francisca Brandon      | Francisca Brandon | Francisca Brandon | Francisca Brandon          | Francisca Brandon          |                            |                            | Henrique Grey              | Henrique Grey              | Henrique Grey | Henrique Grey | Henrique Grey            | Henrique Grey            |                          |                          |                          |                          |
| Eduardo VI de Inglaterra | Eduardo VI de Inglaterra | Eduardo VI de Inglaterra | Eduardo VI de Inglaterra | Eduardo VI de Inglaterra | Eduardo VI de Inglaterra |  |  | Maria I de Inglaterra (1)   | Maria I de Inglaterra (1)   | Maria I de Inglaterra (1)   | Maria I de Inglaterra (1)   | Maria I de Inglaterra (1)   | Maria I de Inglaterra (1)   |  |  | Isabel I de Inglaterra (2) | Isabel I de Inglaterra (2) | Isabel I de Inglaterra (2) | Isabel I de Inglaterra (2) | Isabel I de Inglaterra (2) | Isabel I de Inglaterra (2) |  |  | Jaime V da Escócia | Jaime V da Escócia | Jaime V da Escócia | Jaime V da Escócia | Jaime V da Escócia | Jaime V da Escócia |  |  |                        |                        |                        |                        | Francisca Brandon      | Francisca Brandon      | Francisca Brandon | Francisca Brandon | Francisca Brandon          | Francisca Brandon          |                            |                            | Henrique Grey              | Henrique Grey              | Henrique Grey | Henrique Grey | Henrique Grey            | Henrique Grey            |                          |                          |                          |                          |
| |                          |                          |                          |                          |                          |  |  |                             |                             |                             |                             |                             |                             |  |  |                            |                            |                            |                            |                            |                            |  |  |                    |                    |                    |                    |                    |                    |  |  |                        |                        |                        |                        |                        |                        |                   |                   |                            |                            |                            |                            |                            |                            |               |               |                          |                          |                          |                          |                          |                          |
| |                          |                          |                          |                          |                          |  |  |                             |                             |                             |                             |                             |                             |  |  |                            |                            |                            |                            |                            |                            |  |  |                    |                    |                    |                    |                    |                    |  |  |                        |                        |                        |                        |                        |                        |                   |                   |                            |                            |                            |                            |                            |                            |               |               |                          |                          |                          |                          |                          |                          |
| |                          |                          |                          |                          |                          |  |  |                             |                             |                             |                             |                             |                             |  |  |                            |                            |                            |                            |                            |                            |  |  | Maria I da Escócia | Maria I da Escócia | Maria I da Escócia | Maria I da Escócia | Maria I da Escócia | Maria I da Escócia |  |  | Lady Joana Grey (3, I) | Lady Joana Grey (3, I) | Lady Joana Grey (3, I) | Lady Joana Grey (3, I) | Lady Joana Grey (3, I) | Lady Joana Grey (3, I) |                   |                   | Lady Catarina Grey (4, II) | Lady Catarina Grey (4, II) | Lady Catarina Grey (4, II) | Lady Catarina Grey (4, II) | Lady Catarina Grey (4, II) | Lady Catarina Grey (4, II) |               |               | Lady Maria Grey (5, III) | Lady Maria Grey (5, III) | Lady Maria Grey (5, III) | Lady Maria Grey (5, III) | Lady Maria Grey (5, III) | Lady Maria Grey (5, III) |